# Маркі
Ма́ркі (пол. Marki) — місто в центральній Польщі.
Належить до Воломінського повіту Мазовецького воєводства.
Належить до Варшавської агломерації

## Демографія
Демографічна структура станом на 31 березня 2011 року:
|          | Загалом | Допрацездатний вік | Працездатний вік | Постпрацездатний вік |
| -------- | ------- | ------------------ | ---------------- | -------------------- |
| Чоловіки | 12914   | 3258               | 8736             | 920                  |
| Жінки    | 14152   | 3147               | 8774             | 2231                 |
| Разом    | 27066   | 6405               | 17510            | 3151                 |